# Hulse, Somvarpet
Hulse là một làng thuộc tehsil Somvarpet, huyện Kodagu, bang Karnataka, Ấn Độ.